# Оганесян, Саркис Арамаисович
Сарки́с Арамаи́сович Оганеся́н (арм. Սարգիս Արամայիսի Հովհաննիսյան; 17 августа 1968, Ереван, Армянская ССР, СССР) — советский и армянский футболист, защитник и полузащитник.

## Карьера игрока

### Клубная
Воспитанник ереванского спортинтерната. Начинал как форвард, будучи воспитанником ереванской СДЮШОР и тренируясь у Сейрана Галстяна, затем играл в позиции левого полузащитника и левого защитника. В составе «Арарата» дебютировал в 1987 году. До распада СССР провёл в команде 89 матчей, забил 9 мячей. В 1992 году перешёл в московское «Динамо» к Валерию Газзаеву, но из-за травмы потерял место в составе и был вынужден уйти из команды весной 1994 года после прихода туда Константина Бескова. Выбирая между «Аланией» Газзаева и московским «Локомотивом», перешёл в команду Юрия Сёмина, в которой стал одним из ведущих игроков. За основную команду играл до 1999 года, следующий сезон провёл во втором дивизионе во второй команде, карьеру завершил в 2001 году в казанском «Рубине».

### В сборных
Играл за юношескую сборную Армении. В 1990 году провёл неофициальный матч за сборную СССР против Израиля. В 1994—1999 сыграл 16 матчей за сборную Армении, был её капитаном.

## Тренерская карьера

#### «Локомотив» (Москва)
С 2004 года тренировал дублирующую, а затем — молодёжную команду «Локомотива». 11 июня 2021 года покинул клуб по истечении срока контракта, а 24 июня вошёл в селекционный отдел «Локомотива».

## Достижения
«Динамо» (Москва)
- Бронзовый призёр чемпионата России: 1992, 1993

«Локомотив» (Москва)
- Серебряный призёр чемпионата России: 1995, 1999
- Бронзовый призёр чемпионата России: 1994, 1998
- Обладатель Кубка России: 1996